# Benito Malvárez
Benito Antonio Malvárez León (Muros, 1883-Buenos Aires, 13 de noviembre de 1966), fue un periodista español.

## Trayectoria
Instalado en Santiago de Compostela, fue corresponsal de la revista Galicia de La Habana, colaboró en Gaceta de Galicia y Vida Gallega, fundó el periódico La Tribuna Literaria (que a principios de 1910 pasó a denominarse La Tribuna) y fue socio de La Tarde. 
Emigró a Buenos Aires donde fundó un nuevo periódico y en 1911 se instaló en Chaco. En 1917 siendo director del periódico El Heraldo del Chaco de Resistencia, guiado por Visitación Zamudio, descubrió el campo de Las Piedritas. 
Enemigo del Gobernador del Territorio, Enrique J. Cáceres, fue arrestado varias veces y sufrió maltratos. Se trasladó a Corrientes donde editó el periódico Heraldo del Norte. Regresó de Argentina en 1962 y se instaló en Santiago de Compostela. Pero volvió de nuevo a Buenos Aires.